# Federica Selva
Federica Selva (* 7. Juni 1996 in Borgo Maggiore) ist eine ehemalige san-marinesische Skirennläuferin.

## Karriere
Selva gab ihr internationales Renndebüt am 5. Februar 2012 in Fondo Grande Folgaria. Ihr erstes internationales Großereignis bestritt sie einen Monat später bei den Juniorenweltmeisterschaften in Roccaraso, wobei sie mit Rang 75 im Riesenslalom ihre beste Platzierung erreichte.
Im darauffolgenden Jahr nahm Selva zum ersten und einzigen Mal an Alpinen Skiweltmeisterschaften teil, wobei sie bei den in Schladming ausgetragenen Bewerben im Riesenslalom den 85. Platz belegte.
2014 nahm Selva als erste san-marinesische Sportlerin an Olympischen Winterspielen teil. Bei den Wettkämpfen in Sotschi schied sie jedoch bereits im ersten Durchgang des Riesenslaloms aus und blieb so ohne Platzierung. 
Danach ist sie nicht mehr als Rennläuferin in Erscheinung getreten.
Abgesehen von internationalen Großereignissen startete Selva hauptsächlich bei FIS-Rennen in Italien sowie im näheren europäischen Ausland.

## Erfolge

### Olympische Winterspiele
- Sotschi 2014: DNF Riesenslalom

### Weltmeisterschaften
- Schladming 2013: 85. Riesenslalom, DNF Slalom

### Juniorenweltmeisterschaften
- Roccaraso 2012: 75. Riesenslalom, DNF Slalom

### Europäisches Olympisches Winter-Jugendfestival
- Brașov 2013: 46. Riesenslalom, DNF Slalom

### Weitere Erfolge
- Eine Platzierung unter den besten 5 bei einem FIS-Rennen